# Morti il 10 giugno
| Questa pagina contiene informazioni ricavate automaticamente dalle voci biografiche con l'ausilio del template Bio e di un bot. L'aggiornamento è periodico e automatico e ricostruisce completamente la pagina. Se manca una persona in questa lista, sei pregato di non aggiungerla, ma accertati piuttosto che la sua voce biografica contenga il template Bio e che i dati anagrafici siano correttamente compilati. Se il template Bio manca, inseriscilo tu stesso o, in alternativa, metti l'avviso {{tmp\|Bio}} che ne segnala la mancanza. Se i dati riportati sono sbagliati, correggi direttamente la voce biografica; le modifiche saranno visibili in questa lista entro pochi giorni. Per chiarimenti vedi il progetto biografie. La lista contiene solo le 483 persone che sono citate nell'enciclopedia e per le quali è stato implementato correttamente il template Bio. Pagina aggiornata al 9 ago 2025. |

## IV secolo a.C.(1)
- 323 a.C. - Diogene di Sinope, filosofo greco antico

## I secolo(1)
- 38 - Drusilla, nobildonna romana (n. 16)

## IV secolo(1)
- 303 - Faustina di Cizico, santa romana

## V secolo(1)
- 463 - Oliva di Palermo, santa romana (n. 448)

## VIII secolo(2)
- 721 - Al-Samh ibn Malik al-Khawlani
- 730 - Cosma I di Alessandria, arcivescovo cristiano orientale egiziano

## IX secolo(2)
- 838 - Ziyadat Allah I, emiro (n. 788)
- 871 - Oddone I di Troyes, conte

## XI secolo(1)
- 1075 - Ernesto di Babenberg, nobile tedesco (n. 1027)

## XII secolo(2)
- 1141 - Richenza di Northeim, regina e nobile tedesca
- 1190 - Federico Barbarossa, sovrano tedesco (n. 1122)

## XIII secolo(4)
- 1236 - Diana degli Andalò, religiosa italiana (n. 1201)
- 1238 - Sofia di Wittelsbach, nobile tedesca (n. 1170)
- 1247 - Rodrigo Jiménez de Rada, vescovo cattolico spagnolo (n. 1170)
- 1261 - Matilda del Brandeburgo, nobile tedesca

## XIV secolo(6)
- 1315 - Arrigo da Bolzano, beato italiano
- 1327 - Guido II Valperga, vescovo cattolico italiano
- 1338 - Kitabatake Akiie, militare giapponese (n. 1318)
- 1348 - Gozzio Battaglia, cardinale e politico italiano
- 1364 - Agnese d'Asburgo, regina (n. 1281)
- 1389 - Bonaventura Badoer da Peraga, teologo e cardinale italiano (n. 1332)

## XV secolo(6)
- 1414 - Beatrice di Norimberga, nobildonna (n. 1362)
- 1419 - Giovanni Dominici, cardinale, arcivescovo cattolico e scrittore italiano
- 1424 - Ernesto I d'Asburgo, duca (n. 1377)
- 1437 - Giovanna di Navarra, regina (n. 1370)
- 1439 - Giuseppe II di Costantinopoli, arcivescovo ortodosso bizantino
- 1488 - Álvaro de Zúñiga, nobile spagnolo (n. 1410)

## XVI secolo(14)
- 1505 - Qutlugh Nigar Khanum, principessa mongola
- 1507 - Ercole Bentivoglio, condottiero italiano (n. 1459)
- 1525 - Florian Geyer, generale tedesco
- 1525 - Tosa Mitsunobu, pittore giapponese (n. 1434)
- 1528 - Paride Grassi, vescovo cattolico e teologo italiano
- 1531 - Alberto da Cotignola, religioso e letterato italiano
- 1535 - Vlad VIII Vintilă de la Slatina, principe
- 1552 - Alexander Barclay, poeta britannico
- 1555 - Bonaventura Castiglioni, presbitero e storico italiano (n. 1487)
- 1555 - Elisabetta di Danimarca, principessa danese (n. 1485)
- 1556 - Martin Agricola, compositore e teorico della musica tedesco (n. 1486)
- 1580 - Luís de Camões, poeta portoghese
- 1584 - Francesco Ercole di Valois, nobile francese (n. 1555)
- 1588 - Valentin Weigel, teologo, filosofo e scrittore tedesco (n. 1533)

## XVII secolo(13)
- 1604 - Isabella Andreini, attrice teatrale, scrittrice e poetessa italiana (n. 1562)
- 1607 - John Popham, giurista inglese (n. 1531)
- 1616 - Paolo Antonio Foscarini, scienziato e religioso italiano
- 1620 - Saliha Banu Begum, regina indiana
- 1630 - Oda Nobuo, militare giapponese (n. 1558)
- 1646 - Ottaviano Picenardi, nobile, politico e diplomatico italiano (n. 1570)
- 1649 - Giulio Aleni, gesuita, missionario e astronomo italiano (n. 1582)
- 1652 - Giovanni Bernardo di Lippe-Detmold, nobile tedesco (n. 1613)
- 1654 - Alessandro Algardi, scultore italiano (n. 1598)
- 1680 - Johan Gyllenstierna, politico svedese (n. 1635)
- 1686 - Giovanni Battista Casoni, pittore italiano (n. 1610)
- 1689 - Christophe Veyrier, scultore francese (n. 1637)
- 1692 - Bridget Bishop, inglese

## XVIII secolo(16)
- 1704 - Marquard Rudolf von Rodt, vescovo cattolico tedesco (n. 1644)
- 1710 - Giacomo Spinelli, presbitero, scrittore e economista italiano (n. 1637)
- 1721 - Johann Hermann von Elswich, teologo tedesco (n. 1684)
- 1722 - Francesco Antonio Coratoli, pittore italiano (n. 1671)
- 1728 - Marino Groppelli, scultore e architetto italiano (n. 1662)
- 1730 - Gaetano Argento, giurista e magistrato italiano (n. 1661)
- 1735 - Thomas Hearne, antiquario inglese (n. 1678)
- 1741 - Giuseppe Maria Mazza, scultore e pittore italiano (n. 1653)
- 1753 - Hagop Bedros II Hovsepian, patriarca cattolico siriano (n. 1689)
- 1753 - Joachim Ludwig Schultheiß von Unfriedt, architetto tedesco (n. 1678)
- 1759 - Luigi Federico di Sassonia-Hildburghausen, principe e generale (n. 1710)
- 1760 - Willoughby Bertie, III conte di Abingdon, nobile inglese (n. 1692)
- 1776 - Hsinbyushin, sovrano birmano (n. 1736)
- 1786 - Ernestina Augusta di Sassonia-Weimar, principessa (n. 1740)
- 1793 - Louis-Auguste-Augustin d'Affry, ufficiale francese (n. 1713)
- 1800 - Johann Abraham Peter Schultz, musicista e compositore tedesco (n. 1747)

## XIX secolo(66)
- 1801 - Maria Teresa Cucchiari, educatrice italiana (n. 1734)
- 1801 - Annibale Mariotti, medico e poeta italiano (n. 1738)
- 1808 - Jean-Baptiste de Belloy-Morangle, cardinale e arcivescovo cattolico francese (n. 1709)
- 1811 - Michail Rumjancev-Zadunajskij, generale russo (n. 1751)
- 1811 - Carlo Federico di Baden, sovrano tedesco (n. 1728)
- 1813 - Ramón Power y Giralt, politico e militare portoricano (n. 1775)
- 1814 - Angelo Petrozzani, avvocato e letterato italiano (n. 1741)
- 1818 - Giuseppe Luigi Gonzaga, nobile e militare italiano (n. 1761)
- 1818 - Friedrich Adolf von Kalckreuth, generale tedesco (n. 1737)
- 1819 - Marciano Di Leo, scrittore, poeta e oratore italiano (n. 1751)
- 1821 - Moses Austin, imprenditore statunitense (n. 1761)
- 1821 - Andrea Di Giovanni y Centellés, italiano (n. 1742)
- 1822 - Biagio Bartalini, botanico e medico italiano (n. 1746)
- 1823 - Christoph von Benckendorff, generale russo (n. 1749)
- 1824 - Caesar Augustus Rodney, politico statunitense (n. 1772)
- 1826 - Marianna Candidi Dionigi, pittrice, scrittrice e archeologa italiana (n. 1756)
- 1829 - Annibale Sommariva, militare austriaco (n. 1755)
- 1831 - Hans Karl von Diebitsch, militare tedesco (n. 1785)
- 1832 - Manuel García, tenore, compositore e impresario teatrale spagnolo (n. 1775)
- 1836 - André-Marie Ampère, fisico francese (n. 1775)
- 1836 - Emanuele Gerini, storico italiano (n. 1777)
- 1839 - Jacob Munch, pittore norvegese (n. 1776)
- 1842 - Felisberto Caldeira Brant, militare e diplomatico brasiliano (n. 1772)
- 1844 - Giovanni Battista Quilici, presbitero italiano (n. 1791)
- 1848 - Natale Del Grande, mercante e militare italiano (n. 1800)
- 1849 - Alois von Beckh-Widmanstätten, tipografo e scienziato austriaco (n. 1754)
- 1849 - Thomas Robert Bugeaud, generale francese (n. 1784)
- 1849 - Friedrich Kalkbrenner, pianista e compositore tedesco (n. 1785)
- 1855 - Jean-Jacques Barre, medaglista e incisore francese (n. 1793)
- 1856 - Giuseppe Rabboni, flautista e compositore italiano (n. 1800)
- 1858 - Robert Brown, botanico britannico (n. 1773)
- 1860 - Edmund Lockyer, militare e esploratore britannico (n. 1784)
- 1860 - Jean-Jacques Monanteuil, pittore e disegnatore francese (n. 1785)
- 1860 - Alexandre Ferdinand Parseval-Deschênes, militare e politico francese (n. 1790)
- 1865 - Clementina Maude, viscontessa di Hawarden, fotografa britannica (n. 1822)
- 1866 - Charles Noel, I conte di Gainsborough, nobile e politico inglese (n. 1781)
- 1868 - Mihailo Obrenović III di Serbia, sovrano serbo (n. 1823)
- 1869 - Jacques-Étienne Bérard, fisico francese (n. 1789)
- 1870 - Aşubcan Kadın, ottomana
- 1870 - Rudolf Köpke, storico tedesco (n. 1813)
- 1871 - Lodovico Bianchini, economista, storico e politico italiano (n. 1803)
- 1875 - Victor-Amédée Lebesgue, matematico francese (n. 1791)
- 1876 - Julius Heinrich Petermann, orientalista tedesco (n. 1801)
- 1877 - Antonio Caimo Dragoni, politico italiano (n. 1801)
- 1878 - Tranquillo Cremona, pittore italiano (n. 1837)
- 1882 - Vasilij Grigor'evič Perov, pittore russo (n. 1834)
- 1883 - Alessandro Castellani, orafo, antiquario e collezionista d'arte italiano (n. 1823)
- 1883 - Marco Formentini, storico e economista italiano (n. 1811)
- 1883 - Atto Vannucci, storico, patriota e presbitero italiano (n. 1810)
- 1884 - Geremia Barsottini, religioso, poeta e critico letterario italiano (n. 1812)
- 1885 - Francesco Secchi De Casali, patriota e giornalista italiano (n. 1819)
- 1886 - Agnese di Württemberg, scrittrice tedesca (n. 1835)
- 1887 - Eugène Stanislas Alexandre Bléry, incisore e disegnatore francese (n. 1805)
- 1889 - Fiorella Favard de l'Anglade, nobildonna e mecenate francese (n. 1813)
- 1889 - Giulio Tarra, presbitero e educatore italiano (n. 1832)
- 1892 - Charles Fenerty, inventore e poeta canadese (n. 1821)
- 1894 - Federico de Madrazo, pittore spagnolo (n. 1815)
- 1894 - Ferdinando Ranalli, letterato, storico e critico letterario italiano (n. 1813)
- 1896 - Amelia Dyer, serial killer britannica (n. 1838)
- 1898 - Paul Froment, poeta francese (n. 1875)
- 1898 - Tuone Udaina, dalmata (n. 1823)
- 1899 - Augusto Caroselli, poeta italiano (n. 1833)
- 1899 - Ernest Chausson, compositore francese (n. 1855)
- 1899 - Carlo Maciachini, architetto italiano (n. 1818)
- 1900 - Wilhelm Kühne, fisiologo tedesco (n. 1837)
- 1900 - Pio Sanquirico, pittore italiano (n. 1847)

## XX secolo(225)
- 1902 - Jacint Verdaguer, poeta spagnolo (n. 1845)
- 1902 - Pierre Vésinier, giornalista e scrittore francese (n. 1826)
- 1903 - Luigi Cremona, matematico e politico italiano (n. 1830)
- 1903 - Max Fränkel, storico, filologo classico e epigrafista tedesco (n. 1846)
- 1903 - Lucien Martinet, canottiere francese (n. 1879)
- 1904 - Carl Weitbrecht, scrittore e storico della letteratura tedesco (n. 1847)
- 1905 - Friedrich Heinrich Suso Denifle, storico e presbitero austriaco (n. 1844)
- 1905 - Antonio Palermo, avvocato, poeta e politico italiano (n. 1832)
- 1906 - Harry Chichester, II barone Templemore, nobile irlandese (n. 1821)
- 1906 - Mary Corinna Putnam Jacobi, medico e docente statunitense (n. 1842)
- 1906 - Richard Seddon, politico neozelandese (n. 1845)
- 1908 - Innocenzo Polcari, religioso, gesuita e scrittore italiano (n. 1818)
- 1909 - Rudolph Bergh, medico e zoologo danese (n. 1824)
- 1909 - Edward Everett Hale, scrittore, storico e religioso statunitense (n. 1822)
- 1910 - Giuseppina di Borbone-Spagna, principessa spagnola (n. 1827)
- 1911 - Giuseppe Ongania, ingegnere e politico italiano (n. 1869)
- 1911 - Adolf Wilbrandt, drammaturgo e romanziere tedesco (n. 1837)
- 1912 - Anton Aškerc, poeta e presbitero sloveno (n. 1856)
- 1912 - Penčo Slavejkov, poeta bulgaro (n. 1866)
- 1914 - Karl Frenzel, scrittore tedesco (n. 1827)
- 1914 - Ödön Lechner, architetto ungherese (n. 1845)
- 1915 - Marcel Haëntjens, cavaliere e giocatore di croquet francese (n. 1869)
- 1915 - Jenő Hégner-Tóth, nuotatore e pallanuotista ungherese (n. 1892)
- 1916 - Antonio Calderoni, militare italiano (n. 1888)
- 1916 - Marcello Prestinari, militare italiano (n. 1847)
- 1917 - Giuseppe Pintus, militare italiano (n. 1890)
- 1917 - Ferdinando Podda, militare italiano (n. 1892)
- 1918 - Arrigo Boito, letterato, librettista e compositore italiano (n. 1842)
- 1918 - Richard Voss, scrittore tedesco (n. 1851)
- 1919 - William Cunningham, economista inglese (n. 1849)
- 1920 - Gherardo Ghirardini, archeologo italiano (n. 1854)
- 1922 - Sebastiano Bonfiglio, sindacalista e politico italiano (n. 1879)
- 1923 - Pierre Loti, scrittore e militare francese (n. 1850)
- 1924 - Salvador Alvarado, generale e politico messicano (n. 1880)
- 1924 - Giacomo Matteotti, politico, giornalista e antifascista italiano (n. 1885)
- 1924 - Edward Poppe, presbitero belga (n. 1890)
- 1924 - Lola Visconti, attrice italiana (n. 1891)
- 1926 - Camille Cavallier, imprenditore francese (n. 1854)
- 1926 - Antoni Gaudí, architetto spagnolo (n. 1852)
- 1928 - Antonio Orazio Quinzio, pittore e scultore italiano (n. 1856)
- 1929 - Carlo Airoldi, maratoneta italiano (n. 1869)
- 1929 - Hélène Smith, sensitiva francese (n. 1861)
- 1930 - Adolf von Harnack, teologo e storico delle religioni tedesco (n. 1851)
- 1930 - Inşirah Hanım, ottomana (n. 1887)
- 1932 - Orlando Bocchi, calciatore italiano (n. 1904)
- 1933 - Kalla Pasha, wrestler e attore statunitense (n. 1879)
- 1934 - Frederick Delius, compositore inglese (n. 1862)
- 1934 - Francis Vane, militare inglese (n. 1861)
- 1934 - Georg Groddeck, medico e psicoanalista tedesco (n. 1866)
- 1936 - Luitje Broekema, agronomo olandese (n. 1850)
- 1936 - Marcel Chailley, violinista e docente francese (n. 1881)
- 1936 - Prosper Charbonnier, fisico francese (n. 1862)
- 1936 - Arthur Henry Shakespeare Lucas, insegnante e botanico britannico (n. 1853)
- 1937 - Robert Borden, politico canadese (n. 1854)
- 1937 - Mario Carrara, medico e antifascista italiano (n. 1866)
- 1938 - Rinčingijn Ėlbėgdorž, rivoluzionario e politico mongolo (n. 1888)
- 1938 - Eugenia Falleni, criminale australiano (n. 1875)
- 1938 - Dmitrij Petrovič Žloba, militare sovietico (n. 1887)
- 1939 - Wolfgang Neff, regista e attore austriaco (n. 1875)
- 1939 - František Stehlík, calciatore cecoslovacco (n. 1904)
- 1940 - Wally Dressel, nuotatrice tedesca (n. 1893)
- 1940 - Marcus Garvey, sindacalista e scrittore giamaicano (n. 1887)
- 1940 - Evasio Montanella, pittore italiano (n. 1878)
- 1941 - Herschel Mayall, attore statunitense (n. 1863)
- 1941 - Adolfo Venturi, storico dell'arte italiano (n. 1856)
- 1943 - Mulay 'Abd al-'Aziz, sultano marocchino (n. 1881)
- 1943 - Domenico Bevilacqua, militare e aviatore italiano (n. 1912)
- 1944 - Wilhelm Beck, militare tedesco (n. 1919)
- 1944 - Mario Cipriani, ciclista su strada italiano (n. 1909)
- 1944 - Ferruccio Demanins, fotografo italiano (n. 1903)
- 1944 - Luigi Morandi, militare e partigiano italiano (n. 1920)
- 1944 - Karel Pekelharing, ballerino e partigiano olandese (n. 1909)
- 1944 - Christa Winsloe, romanziera, drammaturga e scultrice ungherese (n. 1888)
- 1946 - Jack Johnson, pugile statunitense (n. 1878)
- 1946 - Eustachio Kugler, religioso tedesco (n. 1867)
- 1948 - George Brown, calciatore e allenatore di calcio inglese (n. 1903)
- 1948 - Philippa Fawcett, matematica e educatrice britannica (n. 1868)
- 1948 - Gustav Giemsa, chimico e batteriologo tedesco (n. 1867)
- 1948 - David Marcus, militare statunitense (n. 1902)
- 1948 - Henry Seemann, attore e cantante danese (n. 1875)
- 1949 - Elvira Colonnese, cantante lirica italiana (n. 1859)
- 1949 - Louis Malvy, politico francese (n. 1875)
- 1949 - Filippo Silvestri, entomologo italiano (n. 1873)
- 1949 - Sigrid Undset, scrittrice norvegese (n. 1882)
- 1949 - Carl Vaugoin, politico austriaco (n. 1873)
- 1950 - Teizaburō Sekiya, politico giapponese (n. 1875)
- 1952 - Hans Beck, ballerino, coreografo e direttore artistico danese (n. 1861)
- 1952 - Angelo Del Bon, pittore italiano (n. 1898)
- 1952 - Frances Theodora Parsons, botanica statunitense (n. 1861)
- 1953 - Grzegorz Fitelberg, direttore d'orchestra, compositore e violinista polacco (n. 1879)
- 1953 - Virginia Talarico, soprano italiano (n. 1871)
- 1954 - Charles Francis Adams III, politico statunitense (n. 1866)
- 1954 - Florence Bayard Hilles, attivista statunitense (n. 1865)
- 1954 - Maria Ludovica Teresa di Baviera, duchessa (n. 1872)
- 1955 - Margaret Abbott, golfista statunitense (n. 1878)
- 1956 - Arthur Guedel, medico statunitense (n. 1883)
- 1956 - Fletcher Pratt, scrittore statunitense (n. 1897)
- 1957 - Sholem Asch, scrittore, drammaturgo e saggista polacco (n. 1880)
- 1957 - Giuseppe Fusco, avvocato e politico italiano (n. 1885)
- 1957 - Volmar Wikström, lottatore finlandese (n. 1889)
- 1958 - Gustave Cohen, storico della letteratura e patriota francese (n. 1879)
- 1959 - Vitalij Valentinovič Bianki, scrittore e naturalista sovietico (n. 1894)
- 1959 - Alfredo De Franceschini, allenatore di calcio e calciatore italiano (n. 1902)
- 1960 - Vitalino Morandini, serial killer italiano (n. 1916)
- 1961 - Michael Buchberger, arcivescovo cattolico tedesco (n. 1874)
- 1961 - Vivienne Osborne, attrice statunitense (n. 1896)
- 1961 - Rolf Scherenberg, generale tedesco (n. 1897)
- 1961 - Arnoldo Marcelliano Zendralli, insegnante e editore svizzero (n. 1887)
- 1962 - Francisco Bru, calciatore, arbitro di calcio e allenatore di calcio spagnolo (n. 1885)
- 1963 - Anita King, attrice statunitense (n. 1884)
- 1963 - Giovanni Roncon, ciclista su strada italiano (n. 1893)
- 1964 - Louis Gruenberg, compositore e musicista russo (n. 1884)
- 1964 - Giovanni Jacometti, agronomo e politico italiano (n. 1874)
- 1964 - Rudolf Konrad, generale tedesco (n. 1891)
- 1965 - Armanno Favalli, calciatore italiano (n. 1939)
- 1965 - Georg Misch, filosofo tedesco (n. 1878)
- 1966 - Joseph Biondo, mafioso italiano (n. 1897)
- 1966 - Felice Carena, pittore italiano (n. 1879)
- 1967 - Frank Butler, sceneggiatore, attore e regista statunitense (n. 1890)
- 1967 - Aage Neutzsky-Wulff, poeta danese (n. 1891)
- 1967 - Joseph Elmer Ritter, cardinale e arcivescovo cattolico statunitense (n. 1892)
- 1967 - Spencer Tracy, attore statunitense (n. 1900)
- 1968 - Giuseppe Crosa di Vergagni, architetto italiano (n. 1886)
- 1968 - Johanna Elisabeth Meyer, fotografa e giornalista norvegese (n. 1899)
- 1968 - Antonio Pesenti, ciclista su strada italiano (n. 1908)
- 1968 - Tommy Smart, calciatore inglese (n. 1896)
- 1968 - James Willard, tennista australiano (n. 1893)
- 1968 - Wladek Zbyszko, wrestler e strongman polacco (n. 1891)
- 1969 - John Bryan, scenografo britannico (n. 1911)
- 1969 - Luciano Chiara, astronomo e matematico italiano (n. 1910)
- 1969 - Takuro Matsui, generale giapponese (n. 1887)
- 1969 - Gustav Schürger, pallanuotista tedesco (n. 1908)
- 1970 - Bartolomé Blanche, generale e politico cileno (n. 1879)
- 1970 - Santiago Herrero, pilota motociclistico spagnolo (n. 1942)
- 1971 - Virginia True Boardman, attrice statunitense (n. 1889)
- 1971 - Massimo Del Fante, politico e imprenditore italiano (n. 1894)
- 1971 - Michael Rennie, attore britannico (n. 1909)
- 1972 - Gino Colognesi, scultore e pittore italiano (n. 1899)
- 1972 - Josef Hlouch, vescovo cattolico ceco (n. 1902)
- 1972 - Salvatore Sanfilippo, politico italiano (n. 1907)
- 1973 - Francesco Chiesa, scrittore e insegnante svizzero (n. 1871)
- 1973 - William Inge, drammaturgo, sceneggiatore e scrittore statunitense (n. 1913)
- 1974 - Lewis R. Foster, regista e sceneggiatore statunitense (n. 1898)
- 1974 - Henry, duca di Gloucester, nobile britannico (n. 1900)
- 1975 - Stellio Lozza, politico, partigiano e sindacalista italiano (n. 1906)
- 1975 - Silvestro Prestifilippo, giornalista, scrittore e regista italiano (n. 1921)
- 1976 - Luigi Cortese, compositore italiano (n. 1899)
- 1976 - Giovanni Romagnoli, pittore e scultore italiano (n. 1893)
- 1976 - Adolph Zukor, produttore cinematografico ungherese (n. 1873)
- 1977 - Alessandro Bonetti, calciatore italiano (n. 1908)
- 1977 - Alfredo Malgeri, generale italiano (n. 1892)
- 1978 - Ralph Berzsenyi, tiratore a segno ungherese (n. 1909)
- 1978 - Horst Gerson, storico dell'arte olandese (n. 1907)
- 1978 - Victor Majérus, calciatore lussemburghese (n. 1913)
- 1978 - Väinö Muinonen, maratoneta finlandese (n. 1898)
- 1979 - Leo Bruce, scrittore britannico (n. 1903)
- 1979 - Salvatore Foderaro, giurista e politico italiano (n. 1908)
- 1979 - Giuseppe Vasco Vian, scultore e pittore italiano (n. 1895)
- 1980 - Antonio Cece, vescovo cattolico italiano (n. 1914)
- 1980 - Antonio Cetti, calciatore italiano (n. 1900)
- 1980 - Floyd Ebaugh, cestista statunitense (n. 1914)
- 1981 - Umberto Mondio, prefetto italiano (n. 1902)
- 1981 - Giuseppe Ruggiero, pilota automobilistico italiano (n. 1913)
- 1982 - Yekutiel Adam, generale israeliano (n. 1927)
- 1982 - Giuseppina Aliverti, geofisica italiana (n. 1894)
- 1982 - Gala Éluard Dalí, modella e artista russa (n. 1894)
- 1982 - Rainer Werner Fassbinder, regista, sceneggiatore e produttore cinematografico tedesco (n. 1945)
- 1982 - Gino Perani, calciatore italiano (n. 1905)
- 1983 - Estrellita Castro, cantante, ballerina e attrice spagnola (n. 1908)
- 1983 - Cyril Martin, calciatore inglese (n. 1918)
- 1983 - Andrej Popov, attore sovietico (n. 1918)
- 1985 - George Chandler, attore statunitense (n. 1898)
- 1985 - Libero Della Briotta, politico italiano (n. 1925)
- 1985 - Gurli Ewerlund, nuotatrice svedese (n. 1902)
- 1985 - Heinrich Gley, militare tedesco (n. 1901)
- 1986 - Samuel Zauber, calciatore rumeno (n. 1901)
- 1987 - Luca De Luca, politico italiano (n. 1908)
- 1987 - August Eskelinen, fondista e sciatore di pattuglia militare finlandese (n. 1898)
- 1987 - Elizabeth Hartman, attrice statunitense (n. 1943)
- 1988 - Mario Bosisio, pugile italiano (n. 1901)
- 1988 - Louis L'Amour, scrittore statunitense (n. 1908)
- 1988 - Claudio Malagoli, cestista italiano (n. 1951)
- 1988 - Josep Tarradellas, politico spagnolo (n. 1899)
- 1989 - Carlo Girometta, allenatore di calcio e calciatore italiano (n. 1913)
- 1989 - James Greenway, ornitologo statunitense (n. 1903)
- 1989 - Richard Quine, attore, regista e paroliere statunitense (n. 1920)
- 1989 - Albert Spaggiari, criminale e militare francese (n. 1932)
- 1990 - Sofia Vanni Rovighi, storica della filosofia italiana (n. 1908)
- 1991 - Ambrogio Donini, politico e storico italiano (n. 1903)
- 1991 - Jack Purcell, giocatore di badminton canadese (n. 1903)
- 1991 - Vercors, scrittore e illustratore francese (n. 1902)
- 1992 - Al Brightman, cestista e allenatore di pallacanestro statunitense (n. 1923)
- 1992 - Morris Kline, matematico statunitense (n. 1908)
- 1992 - Glyn Smallwood Jones, diplomatico e politico britannico (n. 1908)
- 1993 - Arleen Auger, soprano statunitense (n. 1939)
- 1993 - Michele Giampietro, filatelista e pedagogista italiano (n. 1904)
- 1993 - Archie Macaulay, calciatore e allenatore di calcio scozzese (n. 1915)
- 1993 - Richard Webb, attore statunitense (n. 1915)
- 1994 - Edward Kienholz, artista statunitense (n. 1927)
- 1994 - Noël Vantyghem, ciclista su strada e dirigente sportivo belga (n. 1947)
- 1995 - Mikel Dufrenne, filosofo francese (n. 1910)
- 1995 - Néophytos Edelby, vescovo cattolico siriano (n. 1920)
- 1995 - Roberto Gerardi, direttore della fotografia italiano (n. 1919)
- 1995 - Madeleine Moreau, tuffatrice francese (n. 1928)
- 1996 - Aleksandr Abušachmetov, schermidore sovietico (n. 1954)
- 1996 - Andrea Ferrero, diplomatico italiano (n. 1903)
- 1996 - Frankie Sakai, comico e attore giapponese (n. 1929)
- 1996 - Ruggero Salar, calciatore e allenatore di calcio italiano (n. 1918)
- 1996 - Jo Van Fleet, attrice statunitense (n. 1915)
- 1997 - Kim Ki-soo, pugile sudcoreano (n. 1939)
- 1997 - Renato Reyes, cestista filippino (n. 1944)
- 1997 - Son Sen, politico, rivoluzionario e generale cambogiano (n. 1930)
- 1997 - Hilton de Almeida, pallanuotista brasiliano (n. 1933)
- 1998 - Leroy Chollet, cestista statunitense (n. 1924)
- 1998 - Fernando Germani, organista italiano (n. 1906)
- 1998 - Hammond Innes, scrittore e giornalista inglese (n. 1913)
- 1998 - Vida Tomšič, partigiana slovena (n. 1913)
- 1999 - Enzo Ceragioli, direttore d'orchestra, compositore e pianista italiano (n. 1908)
- 1999 - Chen Xilian, generale e politico cinese (n. 1915)
- 1999 - Béla Egresi, calciatore ungherese (n. 1922)
- 1999 - Sid Levine, cestista statunitense (n. 1918)
- 1999 - Grete Natzler, cantante lirica e attrice austriaca (n. 1906)
- 1999 - Giulio Seniga, politico e partigiano italiano (n. 1915)
- 1999 - Joe Smyth, cestista statunitense (n. 1929)
- 2000 - Hafiz al-Asad, politico e militare siriano (n. 1930)

## XXI secolo(121)
- 2001 - Joyce King, velocista australiana (n. 1920)
- 2001 - Álvaro Magaña, politico, avvocato e economista salvadoregno (n. 1926)
- 2001 - Mike Mentzer, culturista statunitense (n. 1951)
- 2001 - Leila Pahlavi, principessa persiana (n. 1970)
- 2002 - Louis Carré, calciatore belga (n. 1925)
- 2002 - John Gotti, mafioso statunitense (n. 1940)
- 2002 - Luisa Monti Sturani, scrittrice e insegnante italiana (n. 1911)
- 2002 - Marija Vasil'evna Smirnova, aviatrice sovietica (n. 1920)
- 2002 - John Wansbrough, storico e orientalista statunitense (n. 1928)
- 2003 - Piero Cattaneo, scultore, pittore e illustratore italiano (n. 1929)
- 2003 - Marisa Fabbri, attrice italiana (n. 1927)
- 2003 - Juan José Gallo, cestista cileno (n. 1924)
- 2003 - Romano Pontisso, ciclista su strada e dirigente sportivo italiano (n. 1915)
- 2003 - Livio Dante Porta, ingegnere argentino (n. 1922)
- 2003 - Bernard Williams, filosofo britannico (n. 1929)
- 2004 - Arrigo Castellani, linguista e filologo italiano (n. 1920)
- 2004 - Ray Charles, cantautore e pianista statunitense (n. 1930)
- 2004 - Chico Faria, calciatore portoghese (n. 1949)
- 2004 - Odette Laure, attrice francese (n. 1917)
- 2004 - Carlo Florindo Semini, compositore e insegnante svizzero (n. 1914)
- 2004 - Rosinha de Valença, chitarrista e cantautrice brasiliana (n. 1941)
- 2005 - J. James Exon, politico statunitense (n. 1921)
- 2006 - Hubertus Czernin, giornalista austriaco (n. 1956)
- 2006 - Wulff-Dieter Heintz, astronomo tedesco (n. 1930)
- 2007 - Joe Ferreira, calciatore statunitense (n. 1916)
- 2008 - Čyngyz Ajtmatov, scrittore kirghiso (n. 1928)
- 2008 - John Rauch, giocatore di football americano e allenatore di football americano statunitense (n. 1927)
- 2009 - Giorgio Tomaso Bagni, matematico italiano (n. 1958)
- 2009 - Barry Beckett, tastierista e produttore discografico statunitense (n. 1943)
- 2009 - Michel Nguyễn Khắc Ngữ, vescovo cattolico vietnamita (n. 1909)
- 2009 - Giuseppe Pisante, imprenditore italiano (n. 1942)
- 2010 - Viktor Michajlovič Georgiev, regista sovietico (n. 1937)
- 2010 - Leonid Ivanov, cestista sovietico (n. 1944)
- 2010 - Vlaho Orlić, pallanuotista e allenatore di pallanuoto serbo (n. 1934)
- 2010 - Ferdinand Oyono, scrittore e diplomatico camerunese (n. 1929)
- 2010 - Silvano Panunzio, filosofo, poeta e scrittore italiano (n. 1918)
- 2010 - Sigmar Polke, artista tedesco (n. 1941)
- 2010 - Basil Myron Schott, arcivescovo cattolico statunitense (n. 1939)
- 2010 - Lars Sørlie, calciatore norvegese (n. 1962)
- 2010 - Giannīs Spanoudakīs, cestista e allenatore di pallacanestro greco (n. 1931)
- 2011 - Paolo Barbi, politico italiano (n. 1919)
- 2011 - Jurij Budanov, ufficiale e militare russo (n. 1963)
- 2011 - Cosimo Caliandro, mezzofondista italiano (n. 1982)
- 2011 - Bernhard Heisig, pittore e illustratore tedesco (n. 1925)
- 2011 - Patrick Leigh Fermor, scrittore e viaggiatore britannico (n. 1915)
- 2011 - Neri Marraccini, politico italiano (n. 1928)
- 2011 - Ernesto Pucci, politico italiano (n. 1917)
- 2011 - Franz Reitz, ciclista su strada, pistard e ciclocrossista tedesco (n. 1929)
- 2012 - Piero Bellugi, musicista e direttore d'orchestra italiano (n. 1924)
- 2012 - Georges Mathieu, pittore francese (n. 1921)
- 2012 - Dante Micheli, calciatore e dirigente sportivo italiano (n. 1939)
- 2012 - Gordon West, calciatore inglese (n. 1943)
- 2013 - Antonio Bettoni, calciatore italiano (n. 1937)
- 2013 - Milziade Caprili, politico italiano (n. 1948)
- 2013 - Wim Franke, cestista e allenatore di pallacanestro olandese (n. 1941)
- 2013 - Carlo Gartner, sciatore alpino e allenatore di sci alpino italiano (n. 1922)
- 2013 - Petrus Kastenman, cavaliere svedese (n. 1924)
- 2013 - Gianni Manera, attore e regista italiano (n. 1940)
- 2013 - Salvatore Meluso, scrittore italiano (n. 1926)
- 2013 - Louis-Paul Mfédé, calciatore camerunese (n. 1961)
- 2013 - Enrique Orizaola, allenatore di calcio e calciatore spagnolo (n. 1922)
- 2013 - Paolo Ormi, direttore d'orchestra, arrangiatore e pianista italiano (n. 1936)
- 2013 - Giuliano Romano, astronomo e divulgatore scientifico italiano (n. 1923)
- 2013 - Hans K. Schulze, storico e diplomatista tedesco (n. 1932)
- 2013 - Barbara Vucanovich, politica statunitense (n. 1921)
- 2014 - Sebastián Alabanda, calciatore spagnolo (n. 1950)
- 2014 - Uri Avner, scacchista e compositore di scacchi israeliano (n. 1941)
- 2014 - Paolo Facchinetti, giornalista e scrittore italiano (n. 1938)
- 2015 - Khaled Fouad Allam, sociologo e politico algerino (n. 1955)
- 2015 - Robert Chartoff, produttore cinematografico e filantropo statunitense (n. 1933)
- 2015 - John Fullam, calciatore irlandese (n. 1940)
- 2015 - Emmanuele Morandi, filosofo italiano (n. 1961)
- 2015 - Günther Uecker, artista, pittore e scultore tedesco (n. 1930)
- 2016 - Shaibu Amodu, allenatore di calcio e calciatore nigeriano (n. 1958)
- 2016 - Sergio Coppotelli, chitarrista e compositore italiano (n. 1929)
- 2016 - Christina Grimmie, cantante, pianista e youtuber statunitense (n. 1994)
- 2016 - Desmond Heeley, costumista e scenografo britannico (n. 1931)
- 2016 - Gordie Howe, hockeista su ghiaccio canadese (n. 1928)
- 2016 - Habib, cantautore, compositore e musicista iraniano (n. 1947)
- 2016 - Mimmo Palmara, attore, doppiatore e direttore del doppiaggio italiano (n. 1928)
- 2016 - Giuseppe Virgili, calciatore e allenatore di calcio italiano (n. 1935)
- 2017 - Oscar Mammì, politico italiano (n. 1926)
- 2017 - Mihai Nedef, cestista e allenatore di pallacanestro romeno (n. 1931)
- 2018 - Stan Anderson, calciatore e allenatore di calcio inglese (n. 1933)
- 2018 - Óscar Furlong, cestista, tennista e allenatore di tennis argentino (n. 1927)
- 2018 - Rumen Petkov, animatore e fumettista bulgaro (n. 1948)
- 2018 - Elio Silvestri, artista italiano (n. 1932)
- 2018 - Silvio Tongiani, politico italiano (n. 1931)
- 2019 - Yuzuru Fujimoto, doppiatore giapponese (n. 1935)
- 2019 - Lee Hee-ho, attivista sudcoreana (n. 1922)
- 2019 - Girish Karnad, attore, regista e sceneggiatore indiano (n. 1938)
- 2019 - Kálmán Merényi, cestista ungherese (n. 1934)
- 2019 - Antonio Reyes, cestista messicano (n. 1962)
- 2019 - Peter Whitehead, regista britannico (n. 1937)
- 2020 - Angelo Bianchi, genetista italiano (n. 1926)
- 2020 - Hans Cieslarczyk, calciatore e allenatore di calcio tedesco occidentale (n. 1937)
- 2020 - William Hale, regista statunitense (n. 1931)
- 2020 - Hans Mezger, ingegnere e progettista tedesco (n. 1929)
- 2020 - Mr. Wrestling II, wrestler statunitense (n. 1934)
- 2021 - Douglas Cagas, politico filippino (n. 1943)
- 2021 - Buddhadeb Dasgupta, regista e sceneggiatore indiano (n. 1944)
- 2021 - Lee Harman, cestista e truccatore statunitense (n. 1936)
- 2021 - Neno, calciatore portoghese (n. 1962)
- 2021 - Larisa Šojgu, politica e fisica russa (n. 1953)
- 2022 - Bobby Hope, allenatore di calcio e calciatore scozzese (n. 1943)
- 2022 - Yehezkel Katzav, calciatore israeliano (n. 1945)
- 2022 - Antonio La Forgia, politico italiano (n. 1944)
- 2022 - Väinö Markkanen, tiratore a segno finlandese (n. 1929)
- 2022 - Jorge Spedaletti, calciatore cileno (n. 1947)
- 2023 - Clive Barker, allenatore di calcio sudafricano (n. 1944)
- 2023 - Theodore Kaczynski, terrorista e anarchico statunitense (n. 1942)
- 2023 - Jari Niinimäki, calciatore finlandese (n. 1957)
- 2023 - Nuccio Ordine, storico della letteratura, saggista e critico letterario italiano (n. 1958)
- 2023 - Roger Payne, biologo e ambientalista statunitense (n. 1935)
- 2023 - Jim Turner, giocatore di football americano statunitense (n. 1941)
- 2024 - Saulos Chilima, politico malawiano (n. 1973)
- 2024 - Arnold Mindell, psicologo statunitense (n. 1940)
- 2025 - Suchinda Kraprayoon, politico e generale thailandese (n. 1933)
- 2025 - Paul Thomas, attore e regista statunitense (n. 1947)
- 2025 - Gazi Yaşargil, medico turco (n. 1925)
- 2025 - Harris Yulin, attore statunitense (n. 1937)

## Senza anno specificato(1)
- Censurio di Auxerre, vescovo francese